# Enăchești
Enăchești – wieś w Rumunii, w okręgu Bacău, w gminie Berești-Tazlău. W 2011 roku liczyła 773 mieszkańców.